# Резолюция 20 на Съвета за сигурност на ООН
Резолюция 20 на Съвета за сигурност на ООН е приета единодушно на 10 март 1947 г. по повод първия доклад на Комисията за атомна енергия към ООН (UNAEC), представен пред Съвета за сигурност.
С Резолюция 20 Съветът за сигурност признава, че всяко съгласие с отделните части на доклада на комисията, изразено от членовете на съвета, е предварително, тъй като окончателното одобрение на една или друга част от доклада от всяка нация е поставено в зависимост от одобрението ѝ към всички части на контролния план в неговия цялостен вид.
Резолюцията призовава UNAEC да продължи да изследва всички фази на проблемите, касаещи международния контрол над атомната енергия, и да формулира, колкото е възможно по-скоро, конкретни предложения, предвидени от част 5 на Резолюция 1 и Резолюция 41 на Общото събрание на ООН, и в тази връзка да подготви и представи пред Съвета за сигурност проект на договор или договори, или конвенция, или конвенции, в които да са изложени в окончателен вид нейните предложения. Резолюцията дава срок на UNAEC до следващата сесия на Общото събрание на ООН да представи пред Съвета за сигурност нов доклад по въпроса.